# Fors de Valence

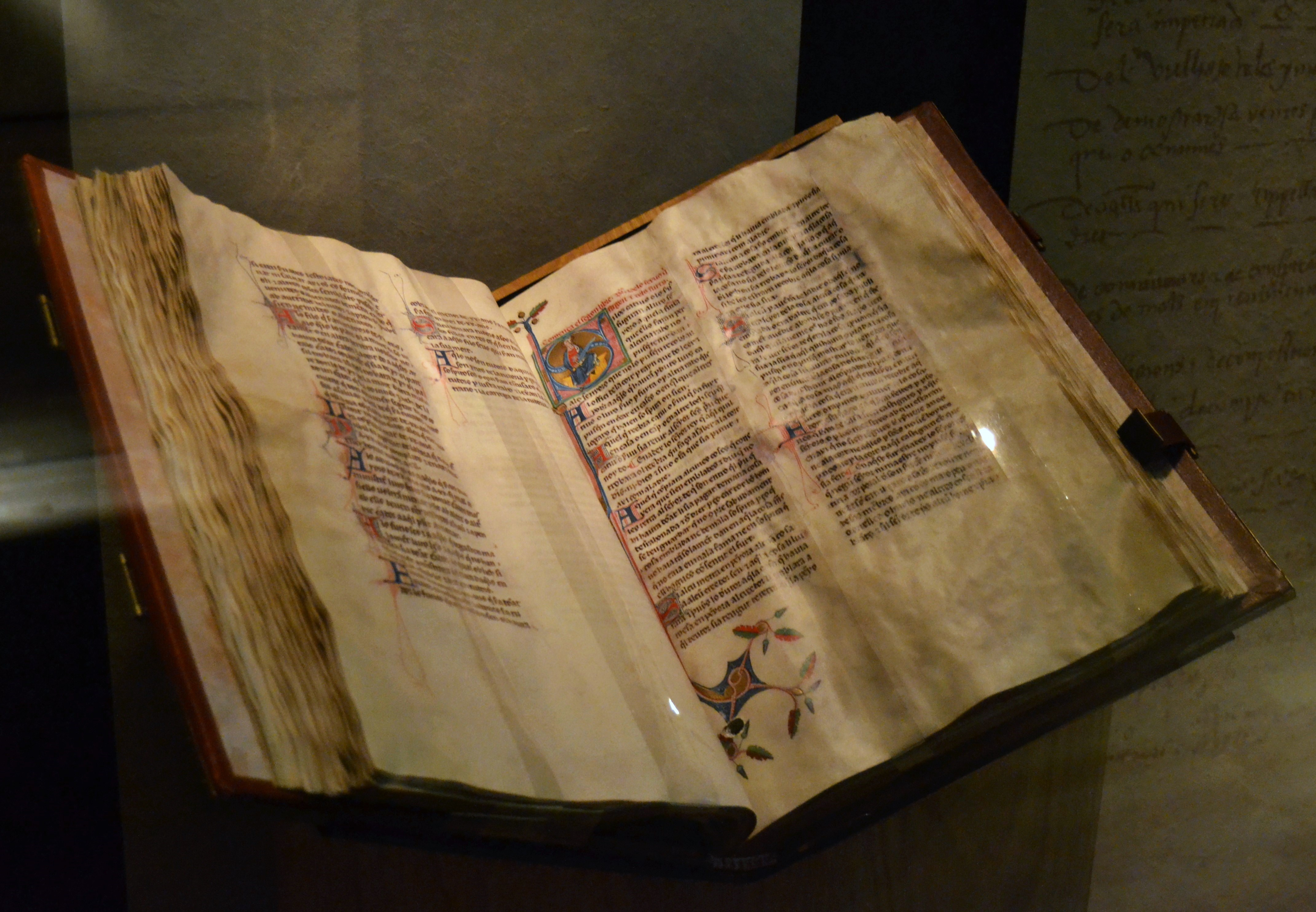
Codex des fors de Valence du (1329).

Les fors de Valence (en catalan : Furs de València) ou fors de la ville et du royaume de Valence (en catalan : Furs de la Ciutat i Regne de València) sont la législation régissant le royaume de Valence durant plus de quatre siècles, à partir de 1261, où le fondateur du royaume Jacques Ier fait le serment de les respecter et les promulgue lors d’une réunion des Cortes du royaume, jusqu’en 1714, lorsque les décrets de Nueva Planta les abolissent, à la suite de la guerre de Succession d'Espagne.

## Histoire

### Origine: laCostumde Valence
La décision du roi d'Aragon et comte de Barcelone, Jacques Ier de promulguer une loi spécifique pour la ville de Valence, sous le nom de Costum (es) (« Coutume »), avec l'intention de l'étendre au nouveau royaume, est probablement prise peu avant la prise de la ville en octobre 1238, car tout semble indiquer que, de même que les Catalans avaient joué un rôle prééminent dans la conquête de Majorque, les Aragonais avaient reçu la promesse que les nouvelles terres seraient intégrées à leur royaume. Cela semble être démontré par les premiers mouvements militaires, dirigés par le noble aragonais Blasco de Alagón, et par le fait que Borriana et Almassora, conquises par Jacques Ier lui-même, furent peuplées selon le for de Saragosse (es). De fait, la noblesse aragonaise portera plus tard réclamation en affirmant que le nouveau royaume « debía ser poblado a su fuero » (« devait être peuplé selon son for »).
Le projet initial change après la prise de Valence, le monarque décidant de créer un territoire administrativement distinct et demandant la constitution d'un nouveau corpus juridique. Selon le médiéviste valencien Vicent Baydal, la rédaction de ce corpus a lieu pendant le siège de la ville et est confiée à des juristes de la chancellerie royale (couronne d'Aragon), parmi lesquels Pere Albert, chanoine de la cathédrale de Barcelone, dont la grande majorité des membres avaient étudié à l'université de Bologne.
Il s'agit d'une manœuvre de Jacques Ier, qui choisit de suivre la tradition césariste du droit romain pour renforcer ses prérogatives personnelles au détriment du contrepouvoir de la noblesse féodale d'Aragon,.
La Costum de Valence, destinée à devenir la loi générale du royaume, constitue une grande nouveauté du XIIIe siècle. Elle ne s'applique toutefois que, outre la capitale du nouveau royaume, dans les noyaux de population que le roi contrôle directement, car dans ceux cédés aux nobles et aux ecclésiastiques en récompense de leur participation à la conquête sont régis par les droits que leurs seigneurs considèrent comme les plus appropriés à leurs intérêts, faisant du royaume « une mosaïque juridictionnelle ». Les seigneurs aragonais appliquent le for de Saragosse (es) dans leurs nouveaux domaines valenciens, tandis que les ordres militaires préférèrent la Costum de Lleida et les mudéjars sont régis par la loi islamique,,.

### De laCostumauxfurs: les Cortes de 1261
C'est probablement en 1250 que Jacques Ier réforme la Costum de Valence dans l'objectif d'en faire la loi unique et exclusive du royaume de Valence sous le nom de «Furs» (« fors »). La volonté du monarque est exprimée dans le prologue, où il est dit que les Costums de Valence non seulement doivent être appliquées dans la ville de Valence mais aussi dans l'ensemble du royaume,.
Dans le premier chapitre de la première rubrique, il définit le territoire du royaume de Valence avec une série de points frontaliers principaux : Benifassà et la Sénia au nord ; Ademuz et La Font de la Figuera à l'intérieur ; et Biar et Orxeta au sud.
Bien que cela ne soit pas établi avec certitude, il est possible que le changement de nom de Costums à Furs se produise en 1250 à l'occasion de la réunion tenue à Morella (à l'extrême nord du royaume de Valence) par le monarque et les principaux prélats et nobles ayant des seigneuries dans les terres conquises. Il semble que le texte des Costums ait été élargi avec les privilèges particuliers que la ville de Valence avait reçus jusqu'alors. Simultanément, la fonction de cúria, nom usité dans les institutions de Catalogne, est renommée  Justícia (es), terme d'origine aragonaise désignant l'officier chargé des causes judiciaires. Le changement du nom original de Costum, typique de la tradition catalane, en Furs, plus proche de la terminologie aragonaise, est peut-être motivé par la volonté de contrer l'influence des fors d'Aragon (Fueros), compilés en 1247 à Huesca, qui menaçaient de s'étendre aux localités valenciennes gouvernées par les différents fors aragonais.
La volonté exprimée par Jacques Ier de doter le royaume de sa propre loi unique ne change pas la position de la noblesse aragonaise, qui continue à préférer appliquer ses propres fors dans ses domaines, ceux-ci lui garantissant une série de prérogatives et empêchant également l'ingérence de l'autorité royale et de ses officiers,,. Persistant dans son intention initiale, le monarque réunit en 1261 les trois ordres — ecclésiastique, noble et royal —, dans ce qui est considéré comme la première célébration des Cortes valenciennes, et proclame solennellement devant elles que les fors serant applicables aux causes judiciaires de tous les habitants de la ville et du royaume. Malgré les compensations offertes par Jacques Ier, la noblesse aragonaise s'oppose fermement à la revendication du roi et finit par abandonner la réunion et la ville de Valence où est célébrée l'assemblée. Au contraire, la ville de Valence et les villes royales apportent un soutien décisif au roi, l'application des fors à tout le territoire leur étant favorables : leurs officiers de justice obtiendraient des prérogatives sur les terres seigneuriales, leurs bases fiscales se trouveraient élargies pour payer les tributs au monarque et elles gagneraient un accès privilégié au ressources naturelles du royaume (forêts, carrières, pâturages, ressources en eau, etc.), par défaut très réglementé et soumis à des taxes.
Le roi Jacques Ier ordonne la traduction de la version primitive de la Costum, écrite en latin, que très peu d'hommes lisent et comprennent, comme la quasi totalité des textes législatifs de l'époque, en romanç (« roman »), c'est-à-dire en catalan, la langue vernaculaire propre de la majorité de ses sujets valenciens,. À ces fors initiaux sont ajoutées une cinquantaine de nouvelles dispositions apparues depuis la première ébauche du Costum en 1238.
Trois juristes au service du conseil municipal de la ville de Valence se chargent de la traduction. Le manuscrit de celle-ci (actuellement perdu) du monastère de Benifaçà daté du 31 mars 1261, sept jours avant son approbation par les Cortes, portent le colophon suivant (en latin) :
« Guillelmus et Vitales, illorum Bernardusque soláis traslaverunt hos foros et redigerunt IN LINGUAM PLANAM LEGALITER ATQUE ROMANAM, et dominus rex laudavit, jurandosque ratisfi cavit. Mille ducenties decies sex primo sub anno, et sub kalendis aprilis mensis, iste liber est scriptum. Jacobus sit benedictus. »
« Guillermo et Vidal, et Bernardo, le compagnon de tous deux, traduisirent ces fors et les mirent légalement en langue vulgaire et romane, et le seigneur roi les loua et les ratifia par un serment : en l'an 1261, veille des calendes du mois d'avril, ce livre est achevé d'être écrit. Que Jacques soit béni. »
Le monarque prête ensuite serment sur eux et les déclare loi générale du royaume. Il établit alors que ses successeurs seront obligés de convoquer les Cortes à Valence pour exécuter le serment solennel au début de leurs règnes respectifs. L'octroi de ce privilège est le résultat d'une négociation du roi, qui obtient par cette compensation une importante contribution de la ville de Valence pour l'aider à couvrir ses besoins financiers du moment.
En 1271, le roi s'engage à ne plus modifier les fors à l'avenir sans le consentement des Cortes, sanctionnant ainsi les lois du royaume de Valence comme résultat de l'accord entre le roi et les élites valenciennes représentées aux Corts, et ne pouvant être révoquées sans le consentement des deux parties. Cet engagement marque l'apparition de ce que l'historiographie a dénommé « pactisme », également caractéristique des relations entre le souverain et ses vassaux dans le reste des États de la couronne d'Aragon, même après son union dynastique avec la couronne de Castille donnant naissance à la monarchie hispanique.

### Le conflit foral et sa résolution (1276-1330): les Cortes de 1329-1330
Jacques Ier meurt en 1276, laissant un royaume divisé par la question des fors, malgré le fait que lors des cortes d'Aragon de 1264-1265 les nobles aragonais avaient réussi à faire reconnaître au roi leur droit à appliquer les fors d'Aragon dans leurs domaines valenciens. Dans les mots de l'historien Agustín Rubio Vela, le roi « n'a pas rectifié le texte » des fors mais s'est plutôt « limité à accepter une situation de fait, ce qui supposait bien moins que ce que les nobles prétendaient : la reconnaissance du fait que la conquête avait été, non une entreprise de la Couronne et de ses sujets catalans et aragonais, mais une geste exclusive de l'Aragon, raison pour laquelle leur for devrait régir le territoire ». Un mémoire remis au roi lors de la célébration des Cortes affirme que le royaume de Valence « deve seer d'Aragón, et deve aver Fuero d'Aragón, porque es conquista d'Aragón » (« doit être d'Aragon, et doit avoir for d'Aragon, car il est conquête d'Aragon »).  Jerónimo Zurita rapporte que le roi leur répond que « cette terre il l'avait gagnée avec des Aragonais et des Catalans et avec d'autres étrangers de sa seigneurie qui s'y trouvèrent » et que Valence était un royaume constitué comme séparé, et qui « n'avait jamais été soumis à un autre royaume », de sorte qu'« il ne voulait pas l'obliger à d'autres lois ; sa volonté était plutôt qu'en tout il soit gouverné comme un royaume séparé et non uni à [celui d'Aragon] ». Pierre III « le Grand » hérite de cette situation, qui s'aggrave par la suite, débouchant sur une véritable guerre entre les partisans des fors valenciens et aragonais.
Le conflit autour de l’unité forale n'est résolu que que cinquante-trois ans après la mort de Jacques Ier, sous le règne d’Alphonse IV (1327-1336). Lors de la célébration des Cortes du royaume de Valence en 1329-1330, il est convenu, non sans une forte controverse préalable faisant craindre de l'éclatement d'une guerre civile, que les fors, sur lesquels le roi a prêté serment conformément à ce qui avait établi Jacques Ier, seraient les seuls à régir le royaume et que les seigneurs aragonais, à condition qu'ils s'y conforment, pourraient appliquer dans leurs domaines une juridiction « mixte » (la « juridiction alphonsine (es)») partielle, contrairement à leurs prétentions (bénéficier de la juridiction civile et pénale avec pleins pouvoirs judiciaires, y compris celui d'établir des peines de mort, ce qui revenait à appliquer le for aragonais, prérogatives finalement exclusives au roi). Toutefois, les seigneurs ayant obtenu auparavant une concession royale expresse de maintenir la juridiction aragonaise continuent de bénéficier de ce privilège. La juridiction alphonsine est une juridiction mineure, nommée en l'honneur du roi, n'incluant pas la possibilité d'appliquer la peine de mort ou les mutilations mais garantissant aux seigneurs des pouvoirs non négligeables.
L'accord de 1329 qui met fin au litige foral parvient ainsi à contenter, du moins partiellement, les différentes élites dirigeantes du pays et lui permet d'échapper à l'éventualité d'une intervention instutionnellement dangereuse de l'Aragon. Une fois ces bases juridiques posées, le conflit perd peu à peu en vigueur. Cette accord marque un jalon important dans le processus de territorialisation du nouveau royaume, les fors s'appliquant dans un grand nombre de villes (Moixent, Alboraia, Carlet, Benimodo, Albalat de la Ribera, Llombai, Almenara, Mascarell (es), Oliva, Vilamarxant, Tírig, Alcoleja, Morella, etc.), bien qu'encore partiellement.

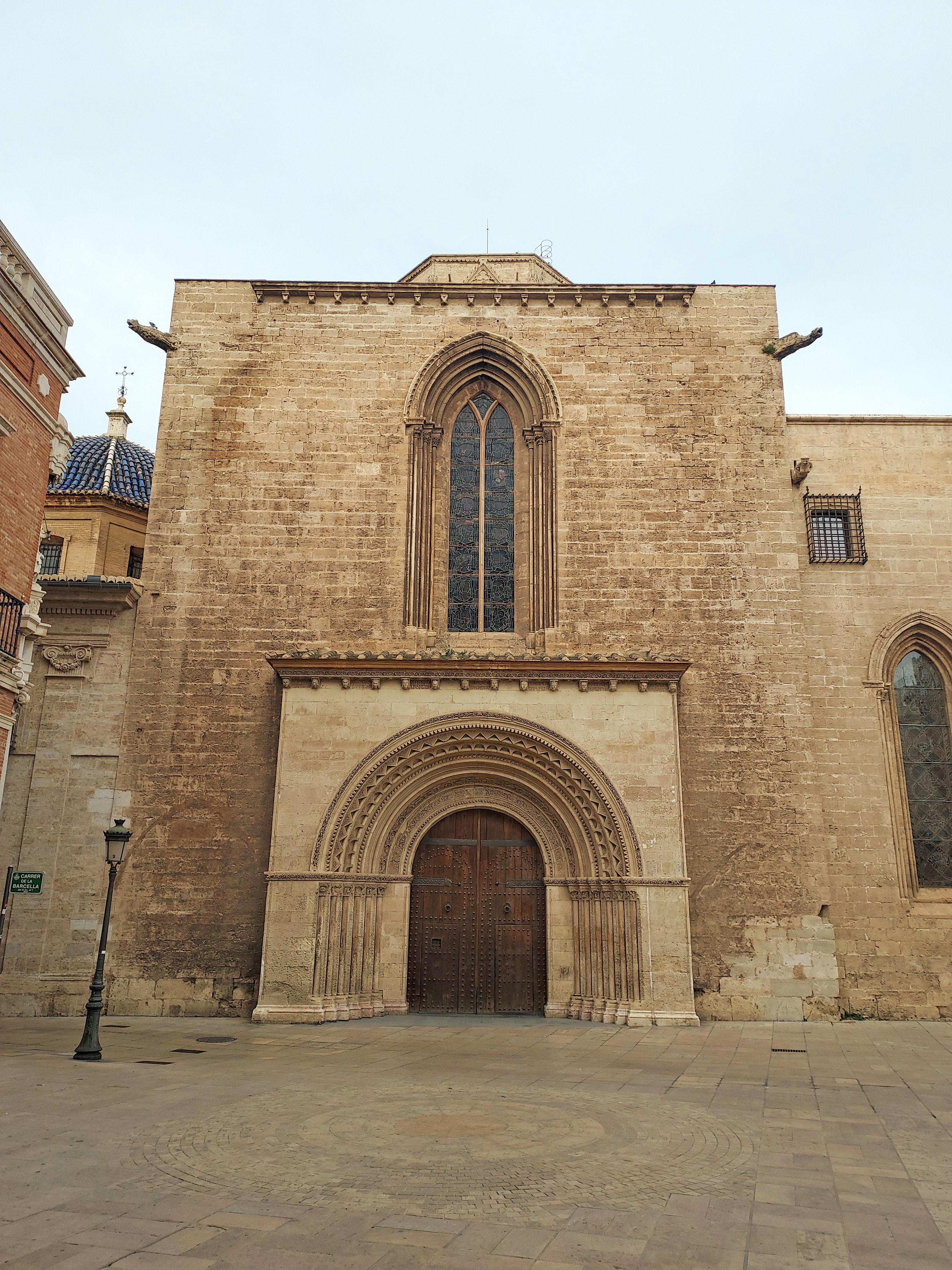
de la cathédrale de Valence. C'est ici que sont publiés et jurés solennellement les nouveaux fors de Valence le 24 octobre 1329.

Après l'accord sur l'union forale aux Cortes, de nombreuses autres questions sont discutées, donnant lieu aux Furs nous (« fors nouveaux »), les premiers publiés depuis les dénommés Furs vells (« fors vieux ») remonant à l'époque de Jacques Ier (les Cortes de 1286, 1292 et 1301-1302 n'avaient approuvées que des dispositions affectant le domaine royal, et celles de 1314 et 1325 n'avaient produit aucune sorte de législation en raison du litige foral persistant. Les nouveaux fors sont publiés et le roi prête solennellement serment sur eux dans la cathédrale de Valence le 24 octobre 1329, mettant ainsi fin aux conflits civils opposant les élites du royaume depuis plus de cinq décennies. Dès lors le rôle des Cortes se renforce peu à peu dans le gouvernement général du royaume, bénéficiant de l'implication de toutes les classes digireantes dans leur fonctionnement. En 1336, les syndics des terres sous juridiction royale l'expriment clairement pour la première fois à l'occasion de l'accession au trône de Pierre IV « le Cérémonieux » : « La dita Cort general representa tot lo regne de València » (« Ladite Corte générale représente tout le royaume de Valence »).
L'acceptation des fors par les nobles aragonais, accoutumés à leur propre for, n'est pas immédiate. Beaucoup d'entre eux n'étaient pas présents lorsque lors de l'approbation des Furs nous, pas plus que les représentants de Borriana et Vila-Real, territoires du domaine royal encore sous juridiction aragonaise. Le 10 janvier 1330, une dernière session des Cortes est convoquée pour obtenir l'adhésion de tous. Borriana et Vila-Real sont déclarés « per tostemps de fur de València e sotmeses aquell, foragitants d'aquí de present fur d'Aragó » (« pour toute temps [dépendant] du for de Valence et soumise à lui, expulsant d'ici du présent for d'Aragon »). Lors de cette session, un délai maximum de trois mois est accordé au reste des seigneurs pour s'adapter aux fors. Le changement ne se produit pas aussi rapidement, mais au cours des cinq années suivantes de nombreux cavallers (« chevaliers », la petite noblesse) commencent à adopter la nouvelle législation.
Les fors d'Aragon ne disparaissent pas complètement du royaume de Valence, car le roi déclare une exemption spéciale pour plusieurs magnats, tels que les Xèrica, les Luna, les Arenós et les Urrea, qui restera en vigueur jusqu'aux Cortes de 1626. Ainsi, jusqu'à cette dernière date, les lois aragonaises perdurent dans certains réduits, comme les petites seigneuries de Benaguasil, Pobla de Vallbona et Almassora, ou dans quatre grandes baronnies de l'intérieur, limitrophes de l'Aragon : Arenós et Xèrica, Chelva et Alcalatén.  Le litige foral, bien que résiduel, continue d'être l'objet de polémiques enflammées dans les deux camps. Avec l'atténuation de la juriction alphonsine, à partir de 1330 on craint une intervention aragonaise à Valence. Le conflit est également d'ordre « identitaire » ou « national », car « l'unité juridique des Valenciens était mise en doute et la pleine validité de leurs fors [était] obscurcie par une législation étrangère, farouchement défendue par un secteur de la noblesse qui refusait même de comparaître devant les Cortes valenciennes, qui considérait que n'étaient pas les leurs ».
D'autre part, l'union forale se traduit dans l'usage immédiate du concept de « Général du royaume de Valence » pour désigner la communauté politique formée par les trois ordres. C'est le terme utilisé, par exemple, par les représentants des villes royales lors d'une réunion qu'ils tenue en 1332 avec le roi Alphonse IV au cours de laquelle sont exposés des questions «tocants lo bon estament de tot lo General del regne» (« concernant le bon état de tout le Général du royaume »).
Aux Cortes de 1329-1330 a lieu la première donation générale octroyée par tout le royaume. Lors des précédentes, elles avaient presque toujours uniquement concernés le bras royal, en raison de la réticence ou du refus des ordres noble et ecclésiastique de contribuer aux dépenses de la Couronne. Les modalités de la donation, payable sur six ans par des impôts indirects appliqués à l'ensemble du territoire valencien et collectée par une commission mixte permettent de combiner sur celui-ci « union forale, union politique et union fiscale ».
C'est précisément à cette époque que le gentilé « valencien » commence à être utilisé pour désigner les habitants du royaume. Son usage est documentée pour la première fois dans une lettre envoyée par Pierre le Cérémonieux au magnat de la lignée aragonaise Pedro de Xèrica en novembre 1336 lui ordonnant d'assister à la réunion des « Cortes de Valence » et de l'y assermenter comme leur roi « segund fuero de Valencia » (« selon [le] for de Valence »), lui rappelant, en roman aragonais (es), que c'était ce qu'avaient fait ses prédécesseurs de la noble maison de Xèrica, qui n'avaient jamais refusé de « fazer todos actos de richos homnes e valençanos » (« faire tous les actes de riches hommes et valenciens »). L'utilisation du gentilé ne se répand que dans les années 1350, des expressions telles que regnicolis regni Valencie (en latin) habitadors del regne de València (en catalan) ou los del regno de Valencia (en castillano-aragonais) continuent à prédominer dans la documentation pour désigner les habitants du royaume.

### Règne de Pierre le Cérémonieux (1336-1387): Guerre de l'Union; naissance de la députation du Général
Durant les premières années de son règne, le nouveau roi, Pierre IV « le Cérémonieux », conseillé par un groupe de nobles et de juristes roussillonnais, met en place une politique autoritaire fondée sur une conception césariste du pouvoir qui, en plaçant la volonté du roi au-dessus des fors, romp avec le pactisme régissant jusqu'alors les relations entre le souverain et ses vassaux,. C'est le principal motif de la formation de l'Union de Valence (es)dirigée par la ville capitale du royaume, qui en mai 1347 réunit des représentants des trois ordres « per conservar furs, privilegis, libertats e bon uses, franquees e inmunitats de la ciutat et regne de aquella » (« pour conserver les fors, privilèges, libertés et bons usages, franchises et immunités de la ville et du royaume de celle-ci »),. Après quelques succès initiaux, les « unionistes » sont vaincus par l'armée royaliste commandée par le roi lui-même lors de la Batalla de Mislata (es) le 8 décembre 1348, une dure répression étant déclenchée contre eux par la suite.
Au début de l'année 1349, les Cortes, réunies sous l'étroit contrôle du monarque, procèdent à l'abolition des dispositions émanant de l'Union et celles arrachées au roi. Leurs accords constituent les Furs novells (« fors nouveaux »), qui s'ajoutent aux Furs vells des Cortes de 1261 et 1271 établis sous Jacques Ier, et aux Furs nous de 1329-1330, datant d'Alphonse IV. 
La défaite de l'Union signifie la soumission du royaume à sa volonté. Au cours des années suivante, Pierre IV évite de convoquer de nouvelles Cortes, maintient le rapport de force et demande directement et sans négociation les subsides dont il a besoin.
Il faut attendre les attaques dirigées contre la couronne d'Aragon par Pierre Ier de Castille dit « le Cruel » en pour voir la situation évoluer radicalement.
Le monarque aragonais, manquant alors de ressources en raison des continues aliénations du patrimoine royal et de sa politique d'expansion méditerranéenne, se voit contraint de convoquer à nouveau des Cortes pour obtenir les subsides dont il avait besoin puisque, comme la ville de Valence le lui avait fait savoir, « d'ací avant no vulla que ajuda alcuna sia demanada a la ciutat singularment, mas si alcuna ajuda convenia ésser feta, que aquella sia feta generalment per totes les ciutats, viles e lochs del regne de València » (« désormais elle ne veuille pas qu'aucune aide soit demandée à la ville singulièrement, mais s'il convenait de faire une certaine aide, qu'elle soit faite généralement par toutes les cités, villes et lieux du royaume de Valence »). 
Aux Cortes de 1358, en échange du paiement de la solde de cinq-cents hommes à cheval pendant deux ans pour garder les frontières du royaume menacé par le roi de Castille, Pierre le Cérémonieux est contraint de répondre aux demandes des trois ordres (braços) qui donnent lieu à douze nouvelles fors, «ab acort, consell e exprés consentiment» (« avec accord, avis et consentement exprès ») de tous les assistants. Cependant, l'argent n'est pas collecté conjointement comme cela s'était produit en 1330 et 1340, chaque braç collectant séparément le montant qui lui échoie. Toutefois, l'année suivante, pressé par la menace d'invasion du royaume d'Aragon par le roi de Castille, le Cérémonieux demande davantage de ressources et les ordres valenciens célébrent un parlement en urgence. La situation du monarque est si difficile qu'il accepte que l'argent versé soit contrôlé par les ordres jusqu'à la dernière pièce, ce qui constitue un changement capital. Concrètement, un accord est conclu avec l'ordre ecclésiastique et l'ordre royal, qui désignent chacun un député — Bernat Ordi et Arnau de Valleriola respectivement —, ceux-ci étant chargés non seulement de collecter l'argent mais aussi de l'administrer au nom du royaume.
Aux Cortes de 1360, un pas supplémentaire est franchi puisque non seulement les ordres obtiennent les pleins pouvoirs pour gérer de manière autonome les fonds promis (dans des circonstances où le royaume de Valence se voit envahi par la Castille par l'intérieur et par le sud), mais ils seront également chargés de réalisés le recrutement des cinq cents hommes à cheval convenus, composés de préférence de natifs du royaume ; de plus, à la fin de l'administration de la donation, ils n'auraient pas à rendre compte au roi mais «tan solament al General o deputats per aquell» (« seulement au Général ou [aux] députés pour celui-ci »). Cependant, à cette occasion, en raison de désaccords entre les ordres, ils ne nomment pas de députés mais plutôt des administrateurs provisoires qui gérent la donation.
C'est lors des Cortes suivantes, tenues à Monzón en 1362-1363 (où se réunissent également les Cortes d'Aragon et celles de Catalogne), qu'est véritablement constituée la députation du Général. Cette fois encore, la situation du roi Pierre le Cérémonieux est critique (Pierre Ier de Castille avait brusquement rompu l'accord de paix conclu en 1361, la paix de Deza-Terrer, et avait lancé une attaque virulente contre les royaumes d'Aragon et de Valence, alors qu'une importante épidémie de peste noire ravageait la Péninsule ; Pierre le Cérémonieux avait averti dans un discours aux trois assemblées réunies pour l'occasion du danger que «ço que havem juntat a conquerir D anys perdam en XV dies» (« ce que nous avons rassemblé en cinq cents ans, nous pouvons le perdre en quinze jours ») et il doit accepter toutes les conditions que lui imposent les représentants des ordres en échange du paiement d'une somme d'argent exorbitante.
Comme cela a déjà été convenu au aux Cortes de 1359, ce seront les députés nommés par les ordres qui gèreront de manière autonome l'argent collecté, mais avec l'ajout d'une nouveauté : une partie de la subvention accordée sera payée par un nouvel impôt, les généralités (es), taxes sur la production textile et le commerce extérieur que chacun est tenu de payer, indépendamment de son statut social ou de l'ordre auquel il appartient. C'est cet impôt qui finit par donner le nom de Generalitat à la députation du Général elle-même, « qui dès lors se consolida comme l'organisme de gestion des donations versées au roi par l'ensemble du territoire. »
Lors de ces Cortes de 1362-1363, 45 fors nouveaux sont approuvés, dont l'un oblige le roi à les réunir tous les trois ans « a bé de la cosa pública del regne de València » (« pour le bien de la chose publique du royaume de Valence »), un engagement sur lequel ses successeurs seraient tenus de solennellement prêter serment au début de chaque réunion de l'assemblée, sans quoi ils ne pourraient pas « fer o demanar subsidi, do o ayuda al dit vostre regne o a alcun braç de aquell » (« faire ou demander de subside, don ou aide audit votre royaume ou à un bras de celui-ci »), la demande pouvant être refusée « sens encorriment de alcuna pena, per gran necessitat que y fos per alcuna manera o rahó » (« sans encourir aucune pénalité, aussi grande la nécessité fût-elle par quelque manière ou raison »). Cela signifie que le roi ne peut obtenir de donation qu'à condition de gouverner à travers les Cortes, et cela explique pourquoi les Cortes seront réunies 9 fois au cours des 24 années du règne de Pierre IV d'Aragon, contribuant à établir les Cortes et la Généralité comme des institutions représentatives du royaume.

### Abolition: Décret de Nueva Planta de 1707
Après sa victoire à la bataille d'Almansa en 1707 sur les partisans de l'archiduc Charles dans la guerre de Succession d'Espagne, celui qui deviendrait le premier roi Bourbon d'Espagne, Philippe V, promulgue le décret de Nueva Planta, qui met fin à tout le système législatif et politique valencien et qu'il justifie explicitement par « droit de conquête »,.
Selon ces décrets, les fonctionnaires deviennent nommés par le roi et l'espagnol est intitué comme langue unique de l’administration, de l’enseignement et de la prédication,..

## Caractéristiques et implications des fors
Les circonstances propres du royaume de Valence ont eu pour conséquences des certaines caractéristiques spécifiques de ses fors. La cohabitation religieuse entre chrétiens, musulmans et juifs sur le même territoire, donne lieu à des problèmes de nature juridique. Ceci, combiné à l'intérêt du roi à réduire le pouvoir de la noblesse féodale, conduit la nouvelle législation valencienne à établir des formules pré-démocratiques empreintes de droit romain, le tout inséré au sein d'un pouvoir royal prévalant, en contraste avec les anciennes structures féodales des autres royaumes et comtés de la couronne. Le ius soli (droit du sol) l'emporta pour la première fois sur ius sanguinis (droit du sang) dans les royaumes de la péninsule.[réf. nécessaire]
Cette population se trouve de plus dans une phase d'adaptation ethnique mutuelle (le poble ajusdadis mentionné par Eiximenis). Cela façonne progressivement dans la ville de Valence un régime politique urbain, de cité-État, mercantile, artisanal et mésocratique, comparable à celui d'autres villes méditerranéennes comme Venise et Gênes entre autres, également en effervescence. Les facilités économiques et commerciales attirent des immigrants à la recherche d'une meilleure qualité de vie, et Valence entre dans une phase d'expansion économique et culturelle, le « siècle d'or valencien », une période d'épanouissement politique, littéraire et artistique qui s'étend entre la fin du XIVe siècle et celle du XVe siècle,.
Les fors de Valence interdisent expressément les relations intimes (« sexuelles ») interconfessionnelles. Cette tendance sera particulièrement marquée durant le règne de Ferdinand II « le Catholique » (1479-1516), notamment à partir de l'implantation à Valence de l'Inquisition espagnole (en 1482-1483),.
Les fors contribuent égalment à définir les frontières du royaume, jusqu'en 1304 délimitées par le traité d'Almizra de 1244 par la ligne Biar-Busot puis incorporant à partir de cette date, en vertu du sentence arbitrale de Torrellas, Orihuela, Guardamar, Elche, Santa Pola et Novelda. Ce territoire était le champ d'application du droit valencien, stipulant de plus la monnaie, les mesures, les volumes et les poids, ainsi que la rédaction et la datation unifiées des documents publics.[réf. nécessaire]